# Лоренс (Південна Кароліна)
Лоренс (англ. Laurens) — місто (англ. city) в США, в окрузі Лоренс штату Південна Кароліна. Населення — 9335 осіб (2020).

## Географія
Лоренс розташований за координатами 34°30′5″ пн. ш. 82°1′24″ зх. д. / 34.50139° пн. ш. 82.02333° зх. д. (34.501484, -82.023306).  За даними Бюро перепису населення США в 2010 році місто мало площу 26,90 км², уся площа — суходіл. В 2017 році площа становила 25,04 км², уся площа — суходіл.

### Клімат
| Клімат : Лоренс         | Клімат : Лоренс | Клімат : Лоренс | Клімат : Лоренс | Клімат : Лоренс | Клімат : Лоренс | Клімат : Лоренс | Клімат : Лоренс | Клімат : Лоренс | Клімат : Лоренс | Клімат : Лоренс | Клімат : Лоренс | Клімат : Лоренс | Клімат : Лоренс |
| Показник                | Січ.            | Лют.            | Бер.            | Квіт.           | Трав.           | Черв.           | Лип.            | Серп.           | Вер.            | Жовт.           | Лист.           | Груд.           | Рік             |
| Абсолютний максимум, °C | 27,2            | 27,8            | 33,9            | 35,0            | 38,9            | 41,7            | 41,7            | 41,7            | 41,7            | 36,7            | 31,1            | 28,3            | 41,7            |
| Середній максимум, °C   | 11,0            | 13,9            | 18,7            | 23,6            | 27,7            | 31,4            | 32,8            | 32,1            | 29,1            | 23,7            | 17,9            | 13,1            | 22,9            |
| Середній мінімум, °C    | −1,9            | 0,2             | 3,9             | 8,5             | 13,5            | 18,2            | 20,1            | 19,6            | 16,0            | 9,0             | 3,3             | 0,0             | 9,2             |
| Абсолютний мінімум, °C  | −18,9           | −16,1           | −14,4           | −5              | −0,6            | 5,6             | 10,0            | 9,4             | −3,3            | −6,1            | −11,1           | −18,3           | −18,9           |
| Норма опадів, мм        | 107             | 108             | 115             | 88              | 91              | 104             | 109             | 103             | 94              | 79              | 81              | 105             | 1122            |
| ----------------------- | --------------- | --------------- | --------------- | --------------- | --------------- | --------------- | --------------- | --------------- | --------------- | --------------- | --------------- | --------------- | --------------- |
| Джерело: NOAA           |                 |                 |                 |                 |                 |                 |                 |                 |                 |                 |                 |                 |                 |

## Демографія
Згідно з переписом 2010 року, у місті мешкало 9139 осіб у 3770 домогосподарствах у складі 2368 родин. Густота населення становила 340 осіб/км².  Було 4367 помешкань (162/км²).
Расовий склад населення:
| - 52,5 % — білих - 42,8 % — чорних або афроамериканців - 0,3 % — корінних американців - 0,3 % — азіатів - 2,9 % — осіб інших рас |

До двох чи більше рас належало 1,2 %. Частка іспаномовних становила 5,7 % від усіх жителів.
За віковим діапазоном населення розподілялося таким чином: 24,0 % — особи молодші 18 років, 56,5 % — особи у віці 18—64 років, 19,5 % — особи у віці 65 років та старші. Медіана віку мешканця становила 39,9 року. На 100 осіб жіночої статі у місті припадало 84,9 чоловіків;  на 100 жінок у віці від 18 років та старших — 78,1 чоловіків також старших 18 років.
Середній дохід на одне домашнє господарство  становив 51 021 долар США (медіана — 29 295), а середній дохід на одну сім'ю — 51 048 доларів (медіана — 37 363). Медіана доходів становила 28 828 доларів для чоловіків та 22 943 долари для жінок. За межею бідності перебувало 23,6 % осіб, у тому числі 44,2 % дітей у віці до 18 років та 7,8 % осіб у віці 65 років та старших.
Цивільне працевлаштоване населення становило 3735 осіб. Основні галузі зайнятості: освіта, охорона здоров'я та соціальна допомога — 24,4 %, виробництво — 23,5 %, роздрібна торгівля — 9,3 %, мистецтво, розваги та відпочинок — 8,4 %.